# Fredrik Espmark
Måns Fredrik Espmark, född 29 januari 1970 på Ekerö, är en svensk före detta fotbollsspelare. Han är brorson till Kjell Espmark.

## Karriär
Espmark är uppväxt på Ekerö och började spela fotboll i Ekerö IK. Han gick tidigt över till IF Brommapojkarnas ungdomsverksamhet. Espmark flyttades upp i A-laget i slutet av 1980-talet då de spelade i den näst högsta divisionen. Under säsongen 1993 var han dessutom lagkapten i klubben.
Inför säsongen 1994 värvades Espmark till AIK. Espmark gjorde allsvensk debut den 4 april 1994 i en 3–1-vinst över Landskrona BoIS, där han blev inbytt i den 89:e minuten. Espmark spelade totalt 16 ligamatcher under säsongen 1994, men blev mest uppmärksammad för att ha orsakat två straffar; en mot Örebro SK och en mot IFK Göteborg.
Säsongen 1995 gick desto bättre för Espmark som var AIK:s ordinarie vänsterback och spelade 21 ligamatcher. Det blev dock Espmarks sista säsong som fotbollsspelare då han under hösten 1995 fått beskedet att en höftskada han ådragit sig varit så pass allvarlig att karriären var över. Totalt spelade Espmark 42 tävlingsmatcher för AIK, varav 37 i Allsvenskan, tre i Svenska cupen och en i Uefacupen.